# Lance Davids
Lance Davids (Ciudad del Cabo, Sudáfrica, 11 de abril de 1985) es un exfutbolista sudafricano. Jugó de centrocampista defensivo y su último equipo fue el Ajax Cape Town de la Primera División de Bélgica. Además, ha sido internacional con la selección de fútbol de Sudáfrica.

## Trayectoria
Lance Davids actúa de centrocampista realizando labores defensivas, aunque a veces es utilizado como lateral derecho.
Empezó su carrera profesional en los juveniles del Hellenic FC. Muy joven emigró a Alemania para militar en las categorías inferiores del 1860 Munich. Debutó con el primer equipo en la Bundesliga el 13 de diciembre de 2003. En la temporada 2003/04 el equipo descendió de categoría. Al año siguiente el club no consiguió el objetivo del ascenso y finalmente acabó cuarto en la clasificación.
En 2006 se marcha a Suecia para unirse al Djurgårdens.  En 2007 ayuda a su equipo a clasificarse para la Copa de la UEFA, al quedar tercero en el campeonato de Liga. Lance Davids debuta en la Copa de la UEFA (ronda previa) el 31 de julio de 2008 contra el FC Flora Tallinn (2-2). Durante esta etapa el Blackburn Rovers y el Newcastle United estuvieron interesados en hacerse con sus servicios, pero finalmente no se concretó el fichaje.
En 2009 regresa a su país natal. Allí juega primero en el Supersport United, con el que gana una Liga, y poco después ficha por el Ajax Cape Town.
Mientras representaba a Sudáfrica en la Copa Mundial de Fútbol de 2010, firmó por tres años con club belga Lierse SK que acababa de ascender. Fue el primer refuerzo para el Lierse en la Primera División de Bélgica 2010–11.

## Selección nacional
Ha sido internacional con la Selección de fútbol de Sudáfrica en 23 ocasiones hasta el 5 de junio de 2010. Su debut con la camiseta nacional se produjo el 30 de marzo de 2004 en el partido amistoso que acabó con victoria de 1-0 sobre Australia, cuando saltó al campo en el minuto 59 sustituyendo a su compatriota Bennett Mnguni.
Disputó el partido ante Senegal en la Copa Africana de Naciones 2008 que terminó 1-1.
Fue convocado para la Copa FIFA Confederaciones 2009, aunque finalmente no disputó ningún encuentro. El año 2010, fue convocado para representar a Sudáfrica en la Copa Mundial de Fútbol de 2010, pero los Bafana Bafana no pudieron avanzar de la fase de grupos.

### Participaciones en Copas del Mundo
| Mundial                        | Sede      | Resultado    | Partidos | Goles |
| ------------------------------ | --------- | ------------ | -------- | ----- |
| Copa Mundial de Fútbol de 2010 | Sudáfrica | Primera fase | 0        | 0     |

### Participaciones en Copas Africanas
| Copa                           | Sede  | Resultado    | Partidos | Goles |
| ------------------------------ | ----- | ------------ | -------- | ----- |
| Copa Africana de Naciones 2008 | Ghana | Primera fase | 1        | 0     |

### Participaciones en Copas Confederaciones
| Copa                           | Sede      | Resultado    | Partidos | Goles |
| ------------------------------ | --------- | ------------ | -------- | ----- |
| Copa FIFA Confederaciones 2009 | Sudáfrica | Cuarto lugar | 0        | 0     |

## Clubes
| Club              | País      | Año         |
| ----------------- | --------- | ----------- |
| 1860 Múnich       | Alemania  | 2003 - 2005 |
| Djurgårdens       | Suecia    | 2006 - 2008 |
| Supersport United | Sudáfrica | 2009        |
| Ajax Cape Town    | Sudáfrica | 2009 - 2010 |
| Lierse SK         | Bélgica   | 2010 - 2013 |
| Ajax Cape Town    | Sudáfrica | 2013 - 2015 |

## Palmarés

### Campeonatos nacionales
| Título                | Club              | País      | Año  |
| --------------------- | ----------------- | --------- | ---- |
| Premier Soccer League | Supersport United | Sudáfrica | 2009 |